# شهرستان بدبده
ناحیهٔ بدبده (به عربی: مدیریة بدبدة) یک ناحیه در یمن است که در استان مأرب واقع شده‌است.
ناحیهٔ بدبده ۱۸٬۲۱۴ نفر جمعیت دارد.